# 姫乃たま
姫乃 たま（ひめの たま、1993年2月12日 - ）は、日本のライター、歌手、元女性アイドル。
姫乃たま名義以外にも、セルフ・プロデュースユニット「僕とジョルジュ」、DJまほうつかい（西島大介）とのユニット「ひめとまほう」（2018年解散）、バンド「フレスプ」のヴォーカルとしても活動している。東京都世田谷区出身。自称「下北沢生まれ、エロ本育ち」。
自らを地下アイドルと称してきたが、2019年4月30日をもって地下アイドルの看板を下ろした。

## 人物
父は有賀正幸（元ASYLUMベース）、弟は有賀麻生（PENs+ヴォーカル&ギター）。
元々アイドルには興味はなかったが、友人が新宿ロフトプラスワンで行われるアイドルの誕生日イベントに転換DJとして参加するというので興味本位で付いて行ったところ、客演の地下アイドルからライブへの出演を誘われ、2009年4月30日、四谷Live inn MAGIC（現四谷Honey Burst）にて「ﾟ*☆姫乃☆*ﾟ」としてステージデビューを果たす。
2010年10月21日、初のワンマンライブを開催。その模様を成人誌の『Chuッ SPECIAL』（ワニマガジン社）が取材、見開き2ページで紹介される。それが縁で、同誌でライターの仕事を始める。そのため、「エロ本育ち」と自称している。
2011年4月に大学入学。ライブ出演やライターと並行して、舞台やスマートフォンアプリ（2011年7月28日リリース『とーきんがーるずっ！』。キャラクターデザイン：tosh）のキャラクターボイス、デジタル写真集の出版などを行ったが、この頃から過労による鬱病が進行。2012年2月11日、19歳の誕生日の前日に2ndワンマンライブ「姫乃、消滅」を行い、「ﾟ*☆姫乃☆*ﾟ」としての活動を終了。しばし東京を離れる。
2012年3月23日、2011年9月よりヴォーカルとして参加していた「姫乃たまと彼女のロックバンドたち」のワンマンライブで復活。これ以降、「姫乃たま」名義で活動する。2014年には、同バンドでギターを担当していた森山公一（オセロケッツ）「ええもん悪もんどうでもええもん」のミュージックビデオに上半身裸にニップレスを貼った姿で出演。
2015年、サウンドプロデュースに佐藤優介（カメラ＝万年筆）、金子麻友美を迎え、セルフ・プロデュースユニット「僕とジョルジュ」を結成。同年8月19日には澤部渡（スカート）・山崎春美・シマダボーイ（NATURE DANGER GANG）が参加した1stアルバム『僕とジョルジュ』をリリース。
また、映画『世界の終わりのいずこねこ』の撮影に参加した際に出会った西島大介による「DJまほうつかい」とのコラボレーションによるコンテンポラリー・ポップ・ユニット「ひめとまほう」を結成。2015年12月21日、下北沢GARDENで初ライブを行う。2016年5月22日、1stシングル「ひめとまほう」をリリース。2018年12月5日、1stアルバム『姫と魔法』をリリースするとともにユニットを解散。
2016年11月23日、姫乃たま名義では初の全国流通作品『First Order』をリリース。2017年2月7日には渋谷WWWにて、3rdワンマンライブ「アイドルになりたい」を開催。
2014年に石上嵩大（現・石上夢声）のソロユニット「Friendly Spoon」にヴォーカルとして参加。2018年にはバンド「フレスプ」を結成。
2019年4月24日、Victorよりアルバム『パノラマ街道まっしぐら』をリリースし、メジャーデビューを果たす。
2019年4月30日には、渋谷区文化総合センター大和田・さくらホールにて10周年記念ワンマンライブ「パノラマ街道まっしぐら」を行い、地下アイドルとしての活動に区切りをつけたが、その後も歌手・ライターとしての活動は継続中である。
2022年7月7日、漫画家、イラストレーターの寺田克也と結婚したことを発表。

## ライブ

### ワンマン
- ﾟ*☆姫乃☆*ﾟ初ワンマン!!!&ミニアルバム『Fantastic Market』レコ発ライブ（2010年10月21日、渋谷STAR LOUNGE）
- 「姫乃、消滅」（2012年2月11日、渋谷STAR  LOUNGE）
- 姫乃たま3rdワンマンライブ「アイドルになりたい」（2017年2月7日、渋谷WWW）
- 姫乃たま活動10周年記念公演「パノラマ街道まっしぐら」（2019年4月30日、渋谷区文化総合センター大和田・さくらホール）

### 主催イベント
- 2014年8月25日： 下北沢CAVE-BEにて、姫乃たま企画「がんばっている人の“ため乃”そうめん」を開催する。
- 2015年2月22日： 阿佐ヶ谷ロフトAにて、姫乃たま企画「姫乃たまの22才がやって来る！ニャア！ニャア！ニャア！」を開催する。
- 2015年4月3日： 池袋・鈴ん小屋にて、姫乃たま企画「過去の栄光にすがる人の”ため乃”新年度」を開催する。

## 作品

### CD
ﾟ*☆姫乃☆*ﾟ
- 『Fantastic Market』（2010年10月21日）
- 『姫乃、崩壊』（2012年2月11日）

姫乃たま
- 『Switch』（2013年11月）
- 『First Order』（2016年11月23日、MY BEST! RECORDS）
- 『もしもし、今日はどうだった』（2017年8月23日、MY BEST! RECORDS）
- 『パノラマ街道まっしぐら』（2019年4月24日、Victor）

僕とジョルジュ
- 『僕とジョルジュ』（2015年8月19日、MY BEST! RECORDS）
- 『僕とジョルジュ2』（2017年2月8日、MY BEST! RECORDS）
- 「僕とジョルジュ2.5」（2017年2月8日、MY BEST! RECORDS）

ひめとまほう
※タワーレコード限定CD-R、配信はOTOTOY限定
- 「ひめとまほう」（2016年5月22日、DJまほうつかいレコード/IDOL NEWSING）※
- 「真夏のスケープゴート」（2016年7月24日、DJまほうつかいレコード/IDOL NEWSING）※
- 「みつばちのささやき」（2016年10月29日、DJまほうつかいレコード/IDOL NEWSING）※
- 「Catacombe」（2017年2月13日、DJまほうつかいレコード/IDOL NEWSING）※
- 『姫と魔法』（2018年12月5日、DJまほうつかいレコード/IDOL NEWSING）

参加作品
- 『dictionary 3』（2021年7月27日、Poet Portraits）[22]※ コンピレーションアルバム

### アナログ盤
姫乃たま
- 「おんぶにダッコちゃん」（2016年12月21日、MY BEST! RECORDS）

僕とジョルジュ
- 「恋のすゝめ」（2016年11月23日、MY BEST! RECORDS）

### DVD
- 『姫乃、消滅』〜地下アイドル姫乃生誕ONE-MAN SHOW!!! 2012.2.12 渋谷STAR LOUNGE（2012年）
- おしどりVS姫乃たま（2014年7月）
- ライブDVD「アイドルになりたい」
- ライブDVD「パノラマ街道まっしぐら」

### 楽曲参加
- Friendly Spoon『フレスプのファースト・アルバム』（2014年9月17日、OCTAVE）※ヴォーカルとして参加
- GOMESS『し』（2015年3月18日、LOW HIGH WHO? PRODUCTION）※M4.「keep」に参加
- スカート「キミの顔」（2016年）※資生堂webムービー提供曲、コーラスとして参加[23]
- 岡田徹『Tの肖像』（2016年11月23日、Solid Records）※M6.「週末の恋人」、M7.「人ごみの中のおばけ同士」にヴォーカルとして参加
- 近田春夫『超冗談だから』（2018年10月31日）※M2.「超冗談だから」にコーラスとして参加
- ヒゲの未亡人『ヒゲの未亡人の悦楽教室』（2019年10月6日）※「絶対恋愛！COUNT DOWN!!」にヴォーカルとして参加

### 楽曲提供
- 岡田徹 『人ごみの中のおばけ同士』（2016年11月23日）※作詞提供
- PARADISCIEL 『音をとめて、部屋をでよう』（2018年1月6日）※作詞提供
- (元)なんちゃらアイドル 『なんちゃらアイドル旅講座』（2018年2月25日）※作詞提供
- 松尾清憲 『雨のスペースロケット』（2018年9月26日）※作詞提供
- なんちゃらアイドル 『放課後のホーリーキャッツ』（2019年5月29日）※作詞提供
- xoxo(Kiss&Hug) EXTREME 『アイドルの冥界下り』（2019年9月9日）※作詞提供
- SOY STORY 『チャンス、気づいてる？』（2019年9月22日）※作詞提供

### テレビドラマ（作品）
- だから私は推しました（2019年7月27日 - 、NHK総合） - 地下アイドル考証[24]

## 書籍

### 単著
- 『潜行~地下アイドルの人に言えない生活』（2015年9月22日、サイゾー）ISBN 978-4904209820
- 『職業としての地下アイドル』（2017年9月13日、朝日新聞出版）ISBN 978-4022737311
- 『周縁漫画界 漫画の世界で生きる14人のインタビュー集』（2018年10月5日、KADOKAWA）ISBN 978-4047351950
- 『アイドル病 それでもヤメない29の理由』（2021年4月23日、大洋図書）※電子書籍
- 『永遠なるものたち』（2022年12月20日、晶文社）ISBN 978-4-7949-7094-7

### 共著
- 『地下アイドルの法律相談』（2020年7月20日、日本加除出版、著者：深井剛志・姫乃たま・西島大介）ISBN 978-4817846501

### 関連書籍
- 諏訪稔『インディーズ・アイドル名鑑』（2012年8月21日、河出書房新社）ISBN 978-4309909561 ※コーディネートを担当。解説は吉田豪。

### 写真集
- 『号外 地下しか泳げない通信』（2017年2月21日、東京キララ社、撮影：沼田学）ISBN 978-4903883229 ※特殊漫画家・根本敬によるボディペインティング写真集[25]
- 私小説（2019年2月16日、サイゾー、撮影：なかむら しんたろう）ISBN 978-4866251127

### デジタル写真集
- 2011年8月：初のデジタルコスプレ写真集「くりぃむ」をリリースする。[26]
- 2011年：セカンドデジタル写真集「東京少女」をリリースする。
- 2012年：平山訓生カメラマンによる3作目のデジタル写真集「EAT ME」をリリースする。[27]
- 2014年：カメラマン松島和彦による5枚目のデジタル写真集「先生の言うとおりにしますので、内緒にしてください。」をリリースする。[28]
- 2015年：カメラマン林佑樹による6作目のデジタル写真集『ねころむ 〜姫乃さんちのたまちゃん〜』をリリースする。

## 出演

### テレビ
- 2011年8月11日： 指原莉乃冠番組 TBS さしこのくせに〜この番組はAKBとは全く関係ありません〜にアキバ系アイドルの代表として出演する。
- 2013年8月17日： ファミリー劇場の緊急検証!第3弾「緊急検証!幽霊との出会い方 〜いま、霊に会いにゆきます〜」に出演する。

### テレビドラマ（出演）
- だから私は推しました 第1回・第2回（2019年7月27日・8月3日、NHK総合） - ライブハウスの受付 役[24]（カメオ出演）

### 雑誌
- 2014年10月： ForActors10月号のゲストとして、第67回 - 89回まで合計23回出演する。[29]
- IDOL FILE(アイドル・ファイル) Vol.03（2017年5月26日、Rocks Entertainment）[30]

### ウェブ
- 2014年11月18日： 日刊大衆による「レポートその２『地下アイドル・姫乃たまがその実力に迫る』」に出演する[31]。
- 2015年3月3日： 週刊アスキーによる「姫乃たまと次世代一輪車NinebotONE ポール神田が教える上達する乗り方」に出演する[32]。
- 2015年8月15日： バイヤーチャンネル24による「"地下アイドル" 姫乃たまがバイヤーを投げ飛ばすwww」に出演する[33]。

### ラジオ
- 2015年8月21日： 文化放送 「くにまるジャパン」に生出演する。[34]
- 2019年5月12日：NACK5 SPECIAL「姫乃たまと中山貴大のパノラマ街道まっしぐら」に出演する。
- 2019年5月14日：NACK5 「キラメキ ミュージック スター「キラスタ」」に生出演する。[35]

### 映画
- 2014年9月： 映画「世界の終わりのいずこねこ」（監督 竹内道宏）に、主人公イツ子のクラスメイト役で出演する。[36]
- あなたを待っています（2016年、監督：いまおかしんじ）[37]
- 干支天使チアラット（2017年、監督：河崎実）[38] - シャノワール 役
- シャノワールの復讐（2018年、監督：河崎実）[39] - ラング・ド・シャノワール 役
- 音楽（2020年、監督：岩井澤健治） - アッパくん 役（声優）

## 取材記事
- 2014年3月 - 現在： おたぽるより、「姫乃たまの耳の痛い話」を連載する[40]。
- 2014年5月： 中2病目線のエンタメ・サブカル情報発掘サイトに、「地下アイドル姫乃たまは、なぜエロ本を愛するのか？」を2回にわたり連載する[41]。
- 2014年6月 - 2015年1月： WEBスナイパーより、「とりあたまちゃん」を6回にわたり連載する[42]。
- 2014年6月 - 現在： Real Soundより、「地下からのアイドル観察記」を連載する[43]。
- 2014年7月 - 2015年1月 ASCII.jpより、「デルXPS 13を使ってみます」を5回にわたり連載する[44]。
- 2015年3月16日：ぐるなびWEBマガジンに、「下北沢の街バルでデートしたらどうなるか検証してみた」を執筆する[45]。
- 2015年3月 - 現在：NEWSポストセブンに、「地下アイドル ライブ会場で物販に精出し月収19万円が平均か」など、地下アイドル記事を連載する[46]。
- 2015年4月 - 現在： WEBスナイパーより、前作が好評により、「とりあたまちゃんシーズン2」を連載する[47]。
- 2015年5月 - 6月： 「姫乃たまの地下アイドルのはじめかた」を2回にわたり連載する[48]。
- 2015年5月 - 現在： 食を楽しみたい人のためのグルメ情報マガジンに、「今夜もヒミツ酒」を連載する[49]。
- 2015年8月9日： 週刊アスキーに、「姫乃たまのIT用語解説がググらなすぎと話題に：週間リスキー」を執筆する[50]。